# Suzanne Herpel
Suzanne Herpel (Pijnacker, 14 april 1983) is een Nederlands voetballer die uitkomt voor Be Quick '28.

## Carrière
Herpel speelde al voor 2000 bij de Zwolse club Be Quick '28. In 2010, wanneer Be Quick '28 satellietclub werd van FC Zwolle, debuteerde Herpel voor laatstgenoemde club in de Eredivisie Vrouwen. Ze luisterde haar debuut op met een treffer.

## Statistieken
| Seizoen | Club      | Land      | Competitie | Wedstrijden | Doelpunten |
| ------- | --------- | --------- | ---------- | ----------- | ---------- |
| 2010/11 | FC Zwolle | Nederland | Eredivisie | 5           | 1          |
| 2011/12 | FC Zwolle | Nederland | Eredivisie | 11          | 0          |
| Totaal  | Totaal    | Totaal    | Totaal     | 16          | 1          |